# Flygscouting

SP-BZP, varmluftsballong Scout Balloon Club (Polen)

Flygscouting, på engelska air scouting. En flygscout är en medlem i den internationella scoutrörelsen. Flygscouterna följer samma grundläggande scoutingprogram som vanliga scouter, men de ägnar viss tid  med fokus luftburna verksamheter. Den mesta av verksamheten är markbaserad och kan bestå i besök på flygplatser och flygplansmuseer, radiostyrda modellflyg och camping på flygfält. Beroende på åldersgrupp, land och verksamhet kan det också innefatta fallskärmshoppning eller flygning av lätta flygplan, helikoptrar, segelflygplan eller luftballonger. De har en lite annorlunda uniform än vanliga scouter.
Länder som har aktiva avdelningar är Australien, Bangladesh, Belgien, Brasilien, Chile, Colombia, Cypern, Egypten, Frankrike, Grekland, Hongkong, Indonesien, Irland, Malaysia, Nederländerna, Paraguay, Peru, Polen, Sydafrika, Spanien, Sudan, Storbritannien och USA.